# 天国：拯救II
《天國降臨：救贖II》是由Warhorse Studio開發並由Deep Silver發行在Windows、PlayStation 5和Xbox Series X/S平台上的動作角色扮演遊戲，為《天國降臨：救贖》（2018）的續作，於2025年2月4日公開發售。

## 遊戲玩法
《天國降臨：救贖II》是一款主角採第一人称敘事的開放世界動作角色扮演遊戲，玩家能以不同方式處理其任務和目標，而NPC們也會根據玩家的行動分別作出相應的反應。反過來說，他們的反應亦會影響玩家角色的日常生活與角色發展。
與前作開頭不一樣的是，主角亨利已是一位訓練有素且經驗豐富的戰士，並首次引入十字弓和初期形式的火器，其中後者更可在馬上騎射。在前作與NPC互動時使用的次要屬性一概沿用，同時《天國降臨：救贖II》還加入了另外三項對話屬性——「儀態」（Impression）、「脅迫」（Coercion）與「征服」（Domination） 。

## 設定與角色

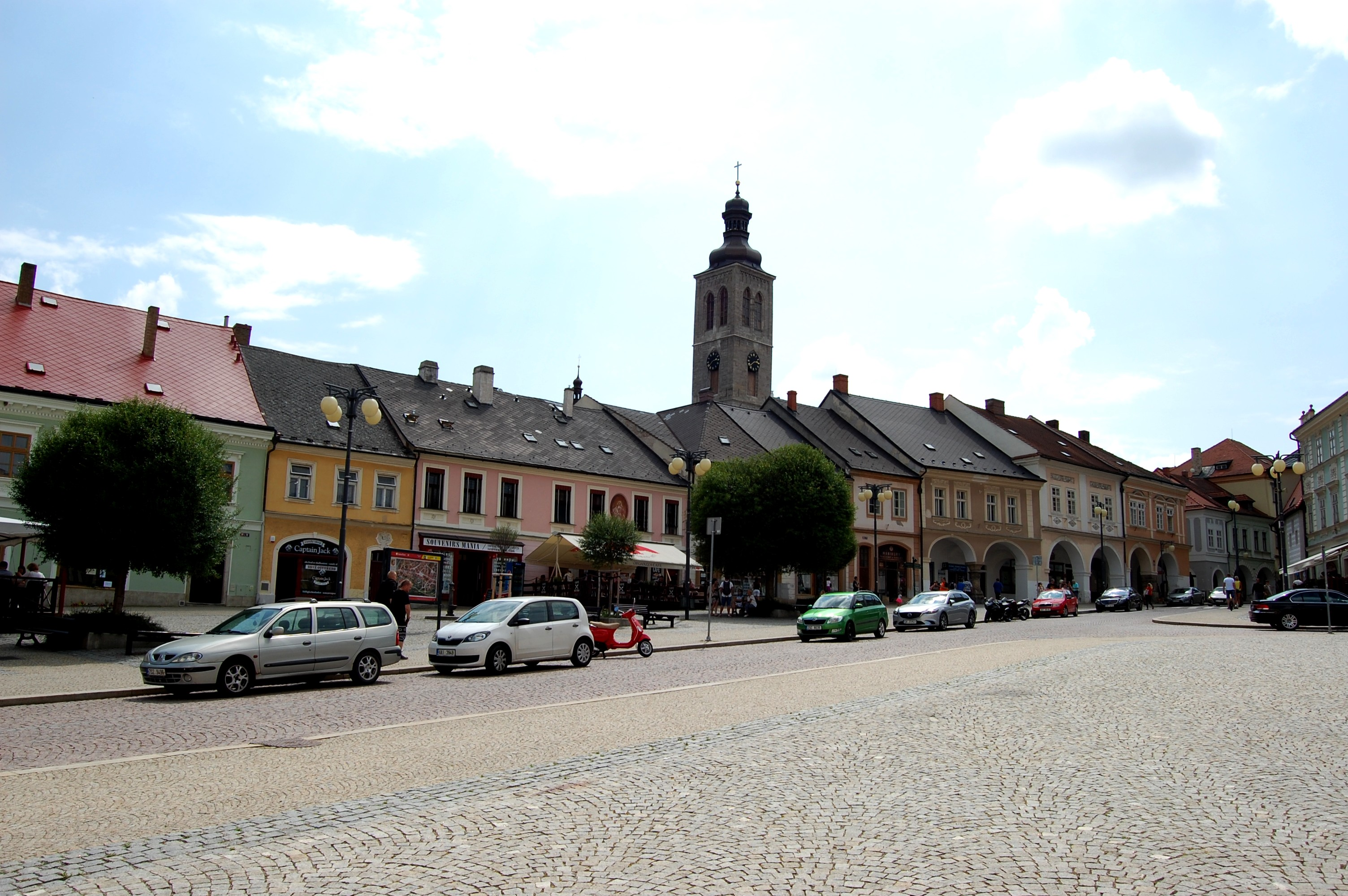
库特纳霍拉（库滕贝格）的現代街景。Warhorse以著重歷史準確性的角度在遊戲中重現了15世紀的該城

與《天國降臨：救贖》一樣，《天國降臨：救贖II》的舞台設在當時仍屬神聖羅馬帝國波希米亞王冠領地一部分的15世紀初波希米亞王國，即現今的捷克。遊戲的體量要比前作大兩倍，相比起後者只有一個連通的村落地帶，前者內含兩個更大的可供自由探索區域，其一為擁有眾多自然景點的波希米亞天堂文化景觀，另一則是波希米亞地區在15世紀繼布拉格之後的第二大城、因鑄幣與銀礦開採而富甲一方的庫滕貝格及其周邊地區。《救贖II》的劇情直接延續前作的結尾，講述亨利在漢斯·卡蓬爵士和一小群隨從的陪同下離開拉泰，向居住在特洛斯基城堡的貴族奧托·馮·波爾高傳信，質問他對西格斯蒙德的同盟關係是否尚存。隨後他便踏上「內戰沙場」，對抗西格斯蒙德在及其盟友，同時也會將這位主角的故事線完整訴說。
主角斯卡利茨的亨利（Henry of Skalitz）是一名鐵匠的兒子，在家鄉遭庫曼人攻陷後成為斯卡利茨領主拉德季·科比拉爵士的衛隊兵士，並隨同他一起發動反抗篡位者西格斯蒙德的戰爭，營救淪為階下囚的神聖羅馬皇帝與波希米亞國王瓦茨拉夫四世。除了擔任拉德季的使節外，亨利還得跟西格斯蒙德和其特使們算總帳。在《天國降臨：救贖II》中將有其貴族好友漢斯·卡蓬伴他同行，前作的主要反派伊什特萬·托特（Istvan Toth）和匈牙利兼克羅埃西亞國王盧森堡的西格斯蒙德也將回歸。此外，其他在《救贖》中出現的配角，例如拉德季領主、烏茲茨教會的古德溫神父（Father Godwin）和拉泰代理領主萊帕的瀚納什爵士亦再度登場。

## 開發與發行

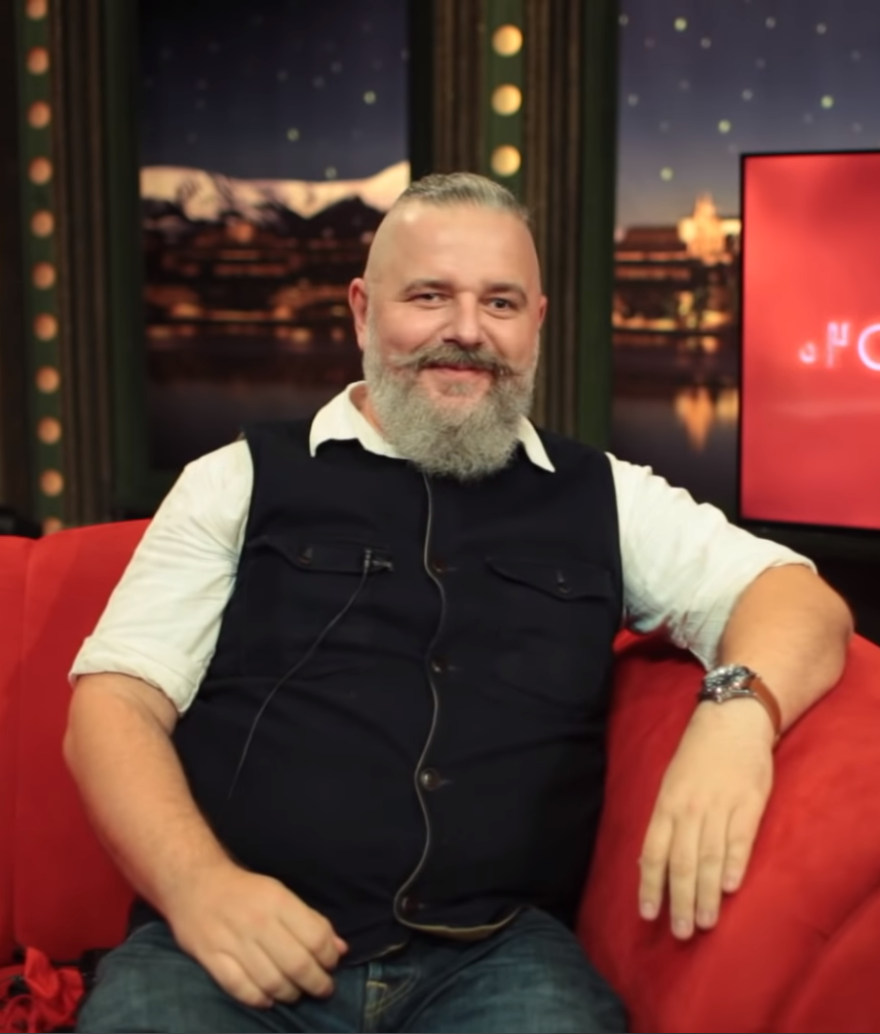
Warhorse Studio共同創辦人兼《天國降臨：救贖II》的創意總監丹尼爾·瓦夫拉

在發布所有《天國降臨：救贖》的可下載內容後，Warhorse Studio在2019年7月開始著手開發續作。當時他們擁有131名員工，到了2024年春季公司規模才增至約250人。Warhorse希望籍積累過後的資源和經驗，將《天國降臨：救贖II》塑造成前作原本應有的模樣，於是採用了CryEngine引擎的高度客製化版本，並與多間大學及博物館合作、找來多位歷史學家和「不同種族或宗教信仰的專家」擔任顧問，務求打造出一個「令人信服又讓人彷彿身陷其境的迫真中世紀世界」。除了英國演員湯姆·麥凱（Tom McKay）再次為主角亨利獻聲外，揚·瓦爾塔和亞當·斯波爾卡（Adam Sporka）也回歸操刀配樂。與《天國降臨：救贖》不同的是，《救贖II》的動捕多了臉部捕捉技術的輔助，特技騎師亦有參與其中。該作將穿插總共約五小時的過場動畫，且對於沒有玩過前作的玩家也可以遊玩。
創意總監丹尼爾·瓦夫拉表示《天國降臨：救贖II》的劇本字數達220萬，若屬實的話，該作將超過獲吉尼斯世界纪录認證的《博德之门3》（約200萬字），成為最長遊戲劇本紀錄的保持者。2024年4月，Warhorse在庫特納霍拉圣白芭蕾教堂錄製的影片中宣佈《天國降臨：救贖II》正在開發，並將在隔年2月4日發行的消息。

### 版本
《天國降臨：救贖II》有三個零售版本，分別是標準版（Standard Edition）、黃金版（Gold Edition）和典藏版（Collector's Edition）。黃金版包括遊戲光碟、之後釋出的三款可下載內容（DLC）與所有免費更新功能、「英勇獵人」（Gallant Huntsman）服飾套組，以及額外解鎖的盾牌皮膚「四季流轉之盾」（Shields of Seasons Passing）。標準版和黃金版可透過實體版或數位下載取得，其中前者的買家可在線上以同捆形式購買三款DLC和「四季流轉之盾」。典藏版除了包含黃金版的所有內容外，還另有亨利和其愛馬「小灰」（Pebble）的12吋模型、庫滕貝格的布質地圖、「英勇盾徽」（Coats of Valor）搪瓷別針組、收藏卡組「叛王者」（The King's Rebels）與託付予漢斯的「希望之信」（Letter of Hope）。此外，所有預訂玩家皆可獲得一項名為「獅子紋章」（The Lion Crest）的支線任務，完成者將解鎖獨有的鎧甲和武器。
2025年1月，沙烏地阿拉伯網媒VGA4A的阿布·邁薩拉（Abu Maysara）報稱Warhorse Studios不願刪改「無法跳過的同性戀情節」等內容，導致沙烏地阿拉伯視聽媒體委員會（GAMR）將以違反他們媒體指引為由，拒絕為《天國降臨：救贖II》分級，並禁止在當地發售。儘管當局曾以類似理由禁售《最终幻想16》與《最后生还者 第II章》，但GAMR至今從未就該作發表任何聲明，瓦夫拉也否認存在禁令。

### 售後內容
Warhorse Studio在2024年1月16日公佈《天國降臨：救贖II》的DLC路線圖。遊戲發行後，開發商將提供免費更新，包括自訂角色外觀的美髮功能、極限模式和賽馬小遊戲，同時也會在2025年內逐季推出其他三款付費追加下載內容：《與死亡的邂逅》（Brushes with Death，5月15日上線）、《鍛造的傳承》（Legacy of the Forge）和《神秘教會》（Mysteria Ecclesiae）、包括上述三者的同綑擴充通行證，以及「四季流轉之盾」。

## 反應
| 汇总媒体             | 得分                                |
| -------------------- | ----------------------------------- |
| Metacritic           | PC：88/100 PS5：88/100 XSXS：88/100 |
| OpenCritic（推荐率） | 97%                                 |

| 媒体                  | 得分   |
| --------------------- | ------ |
| Eurogamer             | 3/5    |
| GamesRadar+           | 4/5    |
| GameSpot              | 9/10   |
| IGN                   | 9/10   |
| PC Gamer美国          | 90/100 |
| PCGamesN              | 9/10   |
| Push Square           | 10/10  |
| Shacknews             | 9/10   |
| TechRadar             | 5/5    |
| VG247                 | 5/5    |
| VideoGamer.com        | 7/10   |
| Video Games Chronicle | 5/5    |

### 發行前爭議
在《天國降臨：救贖II》發行前的2025年1月17日，Warhorse Studio母公司Plaion的其中一位員工在該作的Steam討論區上公佈更新過後的用戶行為準則，列出對歧視零容忍、不應發表仇恨言論或有害意識形態，以及禁止進行現代政治或宗教相關討論等共23個細項，違者將照嚴重程度處以鎖帖、刪文、口頭警告、暫停或禁止進入論壇。然而由於玩家社群的反彈，官方在三天後再次調整行為準則，宣佈用戶不會再因討論爭議話題而被封禁。Warhorse的網路社群經理克里斯蒂安·皮翁特克（Christian Piontek）在同天澄清此事，指出該Plaion員工未經仔細審視便將另一款遊戲的行為準則照單全收，認為依靠封禁就能平息騷亂，但卻變相火上加油，並指出「批判性的客戶服務與無差別封鎖」才是用戶爭吵的主因。
儘管Plaion已重新審視Steam討論區的行為準則，但玩家社群內仍充斥著爭議，其中包括不滿在遊戲中加入來自馬利帝國的黑人使節，抱怨開發商Warhorse Studio已經被覺醒文化滲透。部分粉絲也強烈反對為亨利增加更多同性戀戀愛選項，抨擊開發人員「說謊」，甚至揚言或已經取消預訂。Warhorse的公關經理托比亞斯·斯托爾茨-茨威林（Tobias Stolz-Zwilling）對此表明他們的方針並無變化，並坦言自已對被捲入「DEI文化戰爭泥沼」中一事深感痛絕，同時強調工作室的目標是呈現出一種「豐富且符合歷史的沉浸式體驗」。就以上指控，瓦夫拉都逐一回應，首先指出《天國降臨：救贖II》的預訂數從未因種種爭議而下降，實際上售出/退訂的比率亦和以往相同；關於同性戀的部分，他表示前作已有相同性取向的角色，若然玩家不喜亨利往同志方向發展，則大可略過；至於馬利使節方面，瓦夫拉稱庫滕貝格作為當時歐洲最富有的城市之一，自然有許多不同國家的人士前來。雖然對於當地人來說他是一位極不尋常的人物，但仍合乎邏輯，角色的言行舉止與所展示的一切也符合15世紀初波希米亞的道德和社會規範，其存在只為講述一個有趣的故事，背後目的絕非為了服務「現代玩家」。

### 評價
《天國降臨：救贖II》發行後收獲廣泛好評。在Metacritic上，該作的PC版和PS5版皆獲得88/100分，前者根據54條評論、後者48條評論，XSXS版則為10條評論的86/100分，且三個版本同屬「大致正面評價」級別。
評論家們大多讚揚《天國降臨：救贖II》擁有鉅細靡遺的RPG機制、匠心製作的故事情節，以及如假包換的15世紀波希米亞開放世界。IGN的給予該作9/10分，並特別提到庫滕貝格的城市設計猶其出彩，正是因為它，地圖規模才會比前作大上數倍。PC Gamer的在評出90/100分的同時將《天國降臨：救贖II》比作《上古卷轴III：晨风》，形容前者是一款「極具雄心且獨樹一格的作品」，有著多樣化活動和劇情選項，玩家可從中自由扮演士兵、間諜和鐵匠等職業。部分評論家也稱讚遊戲在發行時已呈高度優化，幾乎沒有任何明顯的程式錯誤和技術問題。儘管《天國降臨：救贖II》沒有採用動態光線追蹤等技術，但Windows Central的仍表示：「無容置疑的是，Warhorse打造了電玩史上最具視覺衝擊力的遊戲之一」。
Eurogamer的則僅打出不過不失的3/5分，且有截然不同的評價。她批評《天國降臨：救贖II》的部分環節十分複雜，例如遊戲選單的文字過於密集，使得機制變得難以理解，也有冗長且擁腫的過場動畫，並形容配角陣容多半煩得要命，特別是漢斯·卡蓬，其幼稚性格更是讓人喜愛不了。

### 銷售
在發行日當天，《天國降臨：救贖II》便登上Steam的暢銷榜。該作初發佈時在Steam上的同時在線玩家數量峰值曾達159,351人，超過了前作95,863人的記錄。一天後，其實體銷量已達100萬張，並在發行頭兩週內突破200萬大關。

### 獲得獎項與提名
| 年份 | 獎項     | 類別       | 得獎者               | 結果 | 來源   |
| ---- | -------- | ---------- | -------------------- | ---- | ------ |
| 2024 | Gamescom | 最佳PC遊戲 | 《天國降臨：救贖II》 | 獲獎 | [ 70 ] |

## 外部連結
- 官方网站